# 图古尔河
图古尔河（俄语：Река Тугу́р）或圖呼勒河是哈巴羅夫斯克邊疆區图古尔-丘米坎区的河流，由阿尔萨尼河和奇察钦河交汇而成，河道全長175公里，流域面積11,900平方公里，最終注入圖古爾灣。河上没有定居点，时有钓鱼者前往河上钓鱼。